# Radvanice (Trutnovi járás)
Radvanice település Csehországban, Trutnovi járásban. Radvanice Velké Svatoňovice, Trutnov, Jívka, Chvaleč és Malé Svatoňovice településekkel határos. Lakosainak száma 958 fő (2024. január 1.).

## Népesség
A település lakosságának változását az alábbi diagram mutatja:
| Lakosok száma | 1790 | 1443 | 1205 | 754  | 994  | 1092 | 981  | 972  | 950  | 958  |
|               | 1869 | 1890 | 1921 | 1950 | 1980 | 2001 | 2017 | 2019 | 2022 | 2024 |